# Гудевичеве
Гуде́вичеве (в минулому — Андріївка) — село Коноплянської сільської громади в Березівському районі Одеської області в Україні. Населення становить 517 осіб.

## Історія
Село Гудевичеве виникло у 1788 році. Це перший населений пункт на території Іванівського району. З метою придушення повстань козаків та українських селян, які заселяли землі нашої території, імператорський уряд заселив українські землі численними переселенцями з Балкан та Західної Європи. За вказівкою імператриці Катерини ІІ західна частина Причорномор'я була заселена німцями, які створили свої колонії на українських землях. Такою колонією було і наше село.
Одна із версій про виникнення назви села полягає в тому, що під час визвольної війни Росії від османських завойовників 1787—1791 років військами О. В. Суворова, які визволяли фортецю Хаджибей (нині місто Одеса) у 1789 році, фортецю Ликостоман (м. Кілія) у 1790 році та Ізмаїл на території села певний час перебував окремий військовий підрозділ під командуванням генерала Івана Васильовича Гудовича (1741—1820). Війська генерала І.Гудовича допомагали жителям в організації села: будували землянки, мури. Шана й повага до російських військ, до їхнього командира генерал-майора І. В. Гудовича увійшли в історію, а село одержало назву Гудевичи. Під час багатьох архівних переписувань, за невиразним написанням окремих букв, селу було дано назву Гудевичеве.
Станом на 1886 у селі Андріївка Северинівської волості Одеського повіту Херсонської губернії, мешкало 134 особи, налічувалось 32 дворових господарства, існувала лавка.

## Населення
Згідно з переписом 1989 року населення села становило 554 особи, з яких 256 чоловіків та 298 жінок.
За переписом населення 2001 року в селі мешкало 513 осіб.

### Мова
Розподіл населення за рідною мовою за даними перепису 2001 року:
| Мова       | Відсоток |
| ---------- | -------- |
| українська | 89,94 %  |
| молдовська | 6 %      |
| російська  | 2,9 %    |
| болгарська | 0,39 %   |